# Blue Origin NS-16
NS-16 — субіорбітальний космічний політ, авіакомпанії Blue Origin, здійснений 20 липня 2021 року. Місія стала шістнадцятим польотом ракети-носія і космічного корабля New Shepard, а також першим пілотованим польотом цього корабля. На борту корабля перебували американський мільярдер і засновник компанії Blue Origin Джефф Безос, його брат Марк, льотчиця і учасник проєкту «Меркурій-13» Воллі Фанк і голландський студент Олівер Демен. Політ розпочався з суборбітального стартового майданчика Blue Origin у Західному Техасі.
NS-16 був другим польотом людини в космос із американського штату Техас, і перший — з туристами на борту. 18-річний О. Демен та 82-річна В. Фанк стали, відповідно, наймолодшим та найстаршою з людей, які подорожували у космос.